# Kuhsdorf
Kuhsdorf ist ein Ortsteil der Gemeinde Groß Pankow im Landkreis Prignitz in Brandenburg. Zum Ortsteil Kuhsdorf gehören die Dörfer Bullendorf und Kuhsdorf.

## Geografie und Verkehrsanbindung
Kuhsdorf liegt östlich des Kernortes Groß Pankow an der Kreisstraße K 7013. Östlich verläuft die B 107 und nördlich die B 189. Südlich vom Ort fließt die Panke, ein Nebenfluss der Stepenitz.

## Geschichte und Sehenswürdigkeiten
Kuhsdorf gehörte zu den ältesten Gütern der Familie von Quitzow und es wird vermutet, dass der Name sich von Konradsdorf herleitet, da Konrad ein Leitname der Familie war, ebenso wie Barthold, weshalb vermutet wird, dass das benachbarte Bullendorf ursprünglich Bartholdsdorf hieß und die Tiernamen diese später ersetzten, als die Ursprünge längst vergessen waren.
Die Dorfkirche und das Pfarrhaus (Friedensstraße 44) sind als Baudenkmale ausgewiesen (siehe Liste der Baudenkmale in Groß Pankow (Prignitz)#Kuhsdorf).

## Söhne und Töchter
- Christian Heinrich von Quitzow (1737–1806), preußischer Generalmajor und Chef des Kürassierregiments Nr. 6
- Horst Hagen (* 1950), Volleyballspieler